# Adamantano
L'adamantano, il cui nome origina dalla struttura molecolare analoga alla struttura cristallina del diamante è un tricicloalcano.
Questo composto è il più semplice diamantoide, ed analogamente al fullerene rispetto ai nanotubi di carbonio è di particolare interesse per le applicazioni nanotecnologiche dei suoi omologhi maggiori basati sullo stesso reticolo.
Cristallizza nel sistema cubico a facce centrate, ha un odore canforato e a dispetto della sua alta temperatura di fusione sublima a temperatura ambiente (in maniera analoga alla naftalina) per la struttura compatta e simmetrica della molecola.
In pratica consiste nell'unione di tre molecole di cicloesano in conformazione a sedia.

## Origine naturale e sintesi
Nel 1924, H. Decker ipotizzò l'esistenza dell'adamantano, che chiamò decaterpene.
Si ritrova in piccole quantità nel petrolio, dove è stato scoperto da S. Landa, V. Machácek e M. Mzourek nel 1933, e da cui si estrae e si ricristallizza dall'acetone, ed in tracce in alcune varietà di quarzo.

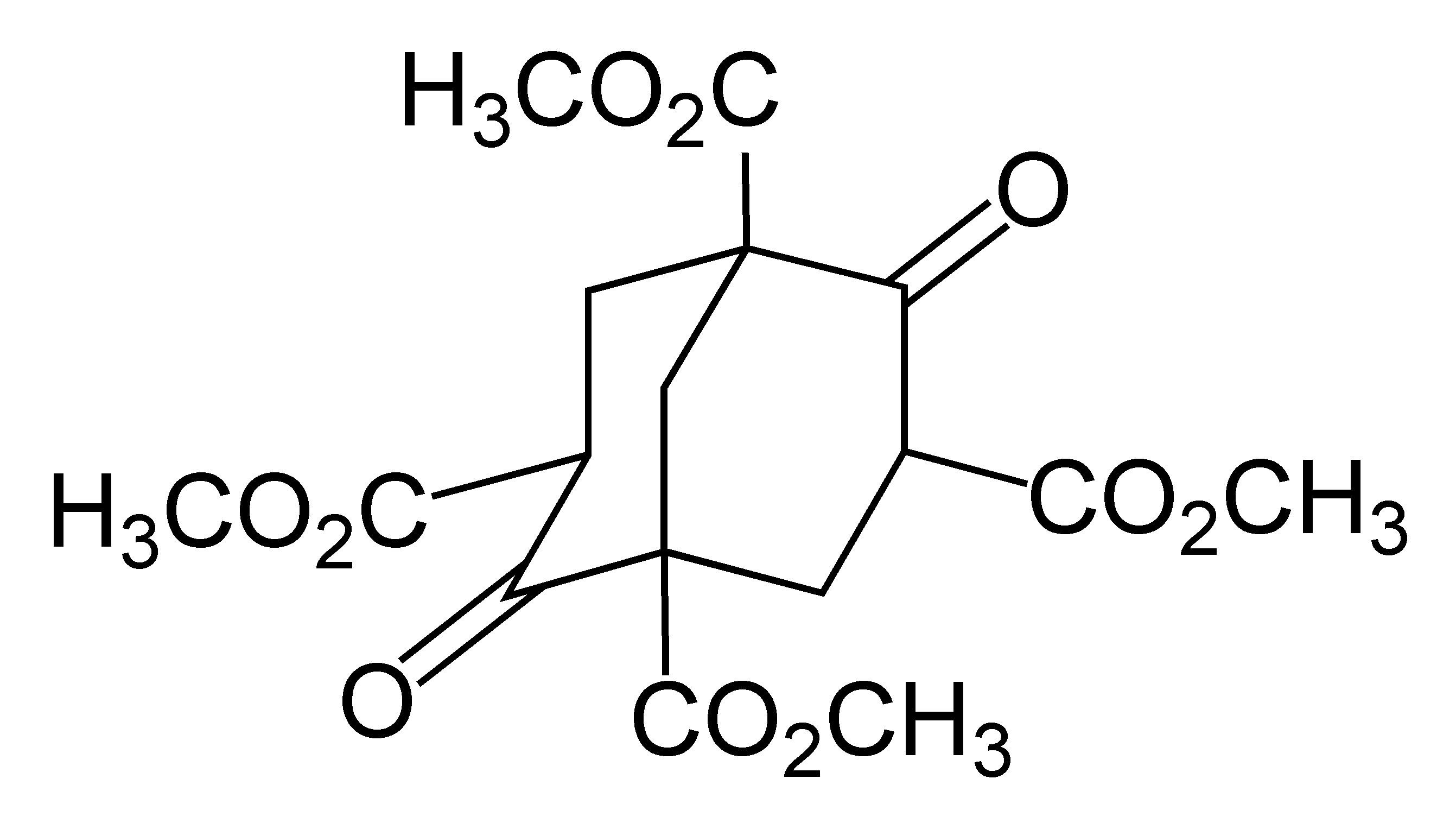
Estere di Meerwein

Il primo tentativo di sintesi in laboratorio è stato effettuato nel 1924 dal chimico tedesco Hans Meerwein utilizzando la reazione della formaldeide con il dietilmalonato in presenza di piperidina. Invece dell'adamantano Meerwein ottenne 1,3,5,7-tetracarbometossibiciclo[3.3.1]nonan-2,6-dione: questo composto, più tardi chiamato estere di Meerwein, è stato utilizzato nella sintesi dell'adamantano e dei suoi derivati.
D. Bottger provò ad ottenere adamantano utilizzando l'estere di Meerwein come precursore. Il prodotto, triciclo-[3.3.1.13,7], non fu adamantano, ma un suo derivato.
Altri ricercatori provarono a sintetizzare l'adamantano usando floroglucinolo e derivati del cicloesanone, ma anch'essi fallirono.
L'adamantano fu sintetizzato per la prima volta da Vladimir Prelog nel 1941 partendo dall'estere di Meerwein. Con una resa dello 0,16%, il processo a 5 stadi era impraticabile (semplificato nell'immagine sottostante). Il metodo è utilizzato per sintetizzare alcuni derivati dell'adamantano.
Il metodo di Prelog è stato migliorato nel 1956. La resa della decarbossilazione fu aumentata dall'utilizzo del cammino di reazione di Heinsdecker (11%) e della reazione di Hoffman (24%) per un aumento complessivo della resa di reazione del 6,5%. Il processo era ancora troppo complesso e un nuovo metodo più conveniente è stato scoperto nel 1957 da Paul von Raguè Schleyer: il diciclopentadiene è stato idrogenato in presenza di un catalizzatore (es.: diossido di platino) e successivamente trasformato in adamantano utilizzando un acido di Lewis (es.: cloruro di alluminio) come ulteriore catalizzatore.
Questo metodo fece aumentare la resa al 30-40% e fornì una metodologia conveniente di sintesi dell'adamantano; ciò stimolò ulteriormente la caratterizzazione dell'adamantano ed è tuttora utilizzata in laboratorio. La sintesi dell'adamantano fu successivamente aumentata al 60% e 98% dall'utilizzo di ultrasuoni e catalizzatori super acidi. Oggigiorno, l'adamantano è un composto chimico economico con un costo di circa 1$ al grammo.
Tutti i metodi di sintesi precedentemente descritti producono adamantano come una polvere policristallina. Utilizzando questa polvere è possibile far crescere monocristalli attraverso la fusione, la soluzione o la fase vapore (es.: attraverso la tecnica Bridgman–Stockbarger). La crescita partendo da fusione produce cristalli di qualità peggiore con una diffusione a mosaico della riflessione a raggi X di circa 1°. I cristalli migliori sono ottenuti attraverso la fase liquida, ma la crescita è eccessivamente lenta: alcuni mesi per un cristallo di 5–10 mm. Cristalli ottenuti partendo dalla fase vapore sono un ragionevole compromesso tra la velocità di produzione e la qualità. L'adamantano viene sublimato in un tubo di quarzo posto in una fornace, la quale è allestita per ottenere un gradiente di temperatura di circa 10 °C cm−1) lungo tutto il tubo. La cristallizzazione ha luogo alla fine del tubo, che è mantenuta ad una temperatura vicina al punto di congelamento dell'adamantano. Il lento raffreddamento nel tubo, mantenendo il gradiente di temperatura, sposta gradualmente la zona di fusione (ad una velocità di circa 2 mm h−1), producendo dei monocristalli.
Estendendo la struttura dell'adamantano nelle tre direzioni dello spazio si ottiene la struttura del diamante. L'elevata durezza del diamante è dovuta proprio al cristallo che in realtà è un'unica molecola tenuta insieme da legami covalenti.

## Composti correlati
L'urotropina, presenta la stessa struttura molecolare dell'adamantano. Anidride fosforica e fosforosa, anidride arseniosa e pentasolfuro di fosforo, tra i composti inorganici hanno struttura simile.